# Muralla de Londres

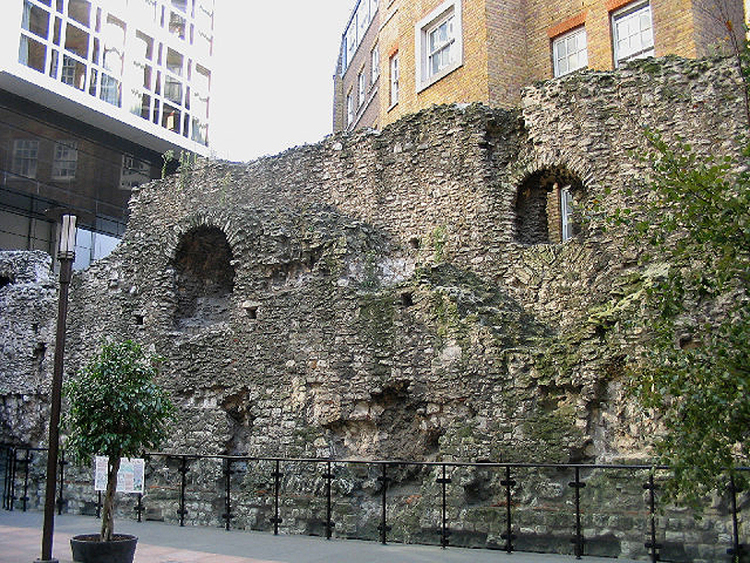
Sección de la muralla en Cooper's Row, cerca de Trinity Square.

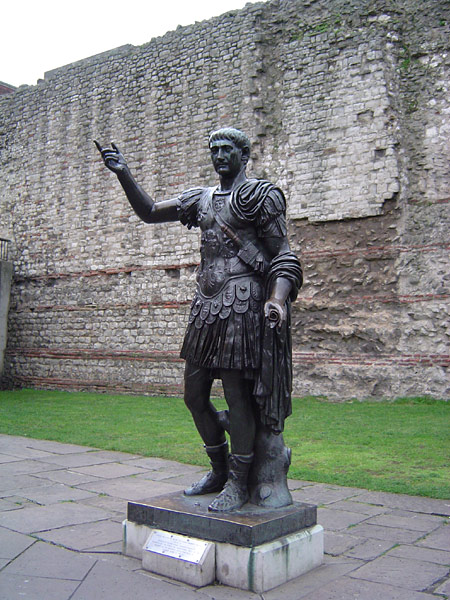
Estatua de Trajano frente a una sección de la muralla de Londres.

La Muralla de Londres fue una muralla defensiva construida por el Imperio romano alrededor de Londinium, su estratégica ciudad portuaria en el río Támesis en Inglaterra. Rodeaba la zona que corresponde aproximadamente con la actual Ciudad de Londres. Solo tenía tres lados, ya que Londinium ocupaba alrededor de 1,6 kilómetros de la orilla norte del río.
Su construcción comenzó alrededor del 200  d. C., unos 150 años tras la fundación del Londinium, y tardó unos diez años en completarse. Los romanos construyeron cinco puertas que daban a los caminos romanos importantes y que corresponden a distritos del Londres actual, manteniendo en su nombre su origen (gate, "puerta en inglés"): Ludgate en el oeste hasta Aldgate, que protegía la calzada hacia Camulodunum, capital de la Britania romana, en el oeste, pasando por Ludgate, Aldersgate y Cripplegate, estas dos últimas puertas de la fortaleza romana existente construida en 120  d. C., y Bishopsgate, que protegía la calzada hacia Eburacum en el norte.
Por otra parte, no hay constancia de la existencia de una muralla a orillas del río, aunque más tarde se construyen en la zona Billingsgate y Dowgate, esta última supuestamente la entrada a la ciudad por el puente que daba a la calzada desde Portus Dubris (Dover), aunque esta entrada podría haber sido donde actualmente se encuentra el Puente de la Torre.
Fuera de la muralla había cementerios y varios suburbios, sobre todo uno importante en la orilla sur del río, el de Southwark.